# Piper garagaranum
Piper garagaranum är en pepparväxtart som beskrevs av C. Dc.. Piper garagaranum ingår i släktet Piper och familjen pepparväxter. Inga underarter finns listade i Catalogue of Life.